# 白尼罗河
白尼罗河（阿拉伯語：النيل الأبيض）是尼罗河的两条主要支流之一（另外一条是青尼罗河）。狭义上，白尼罗河发源于诺湖杰贝勒河和加扎勒河的汇流处；广义上，白尼罗河可以被认为发源于维多利亚湖，全长3700千米，流經烏干達、南蘇丹和蘇丹，最終在喀土穆與青尼羅河匯流成尼羅河。

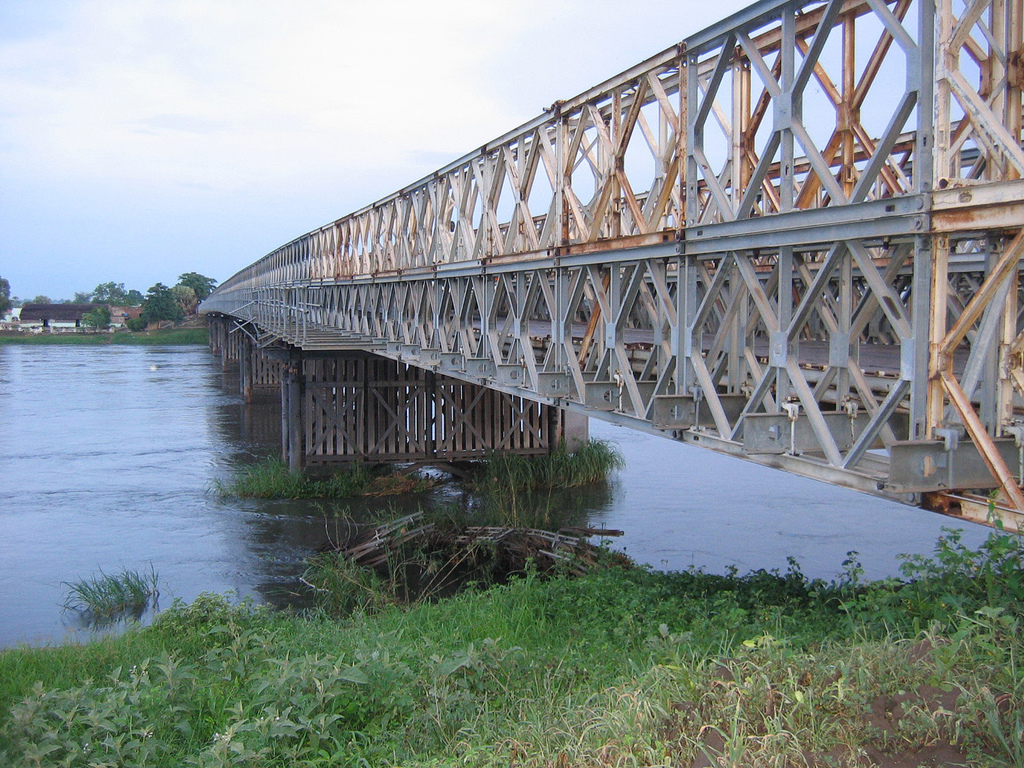
南蘇丹段橋梁
白尼罗河与青尼罗河
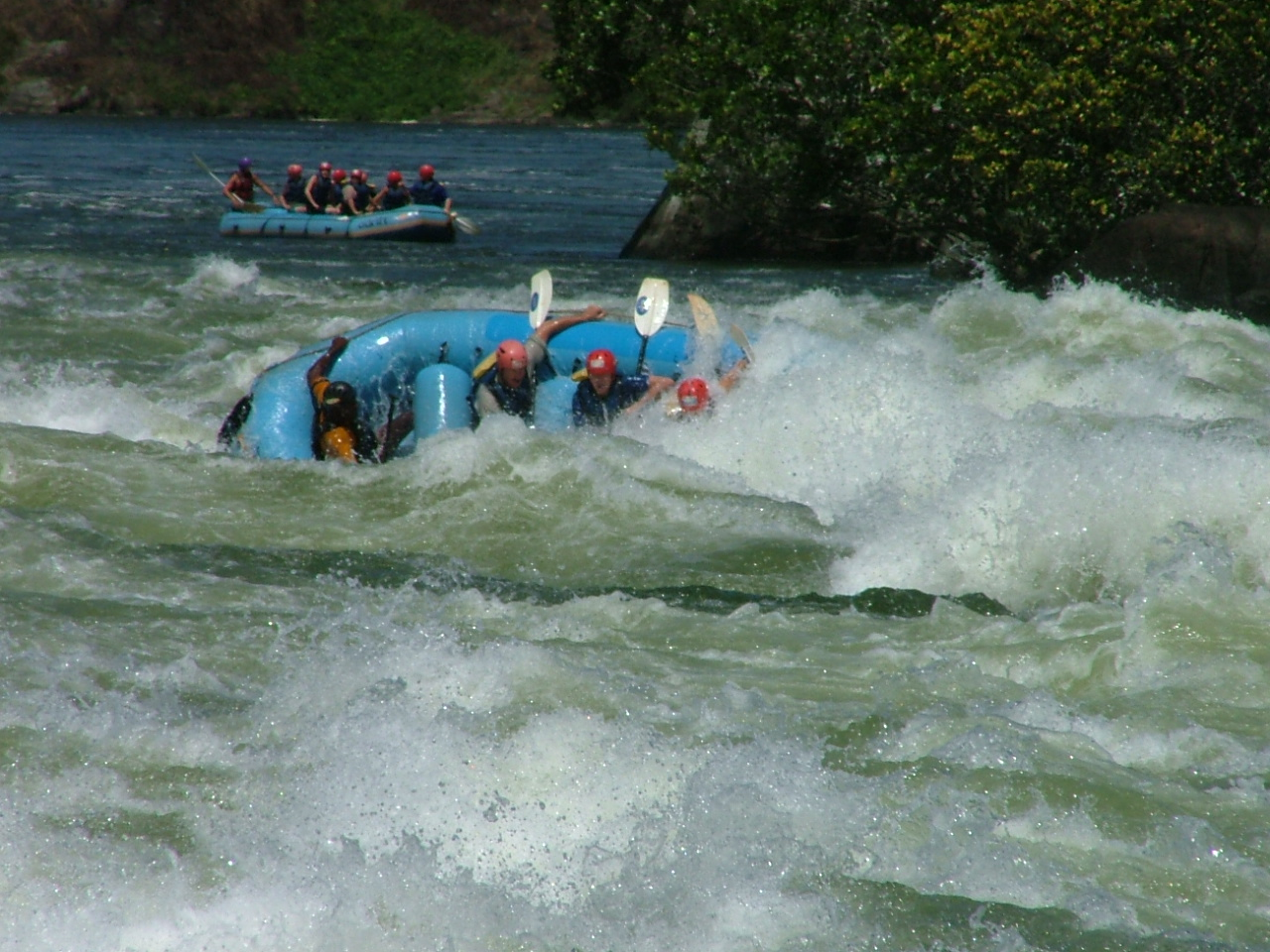
泛舟運動
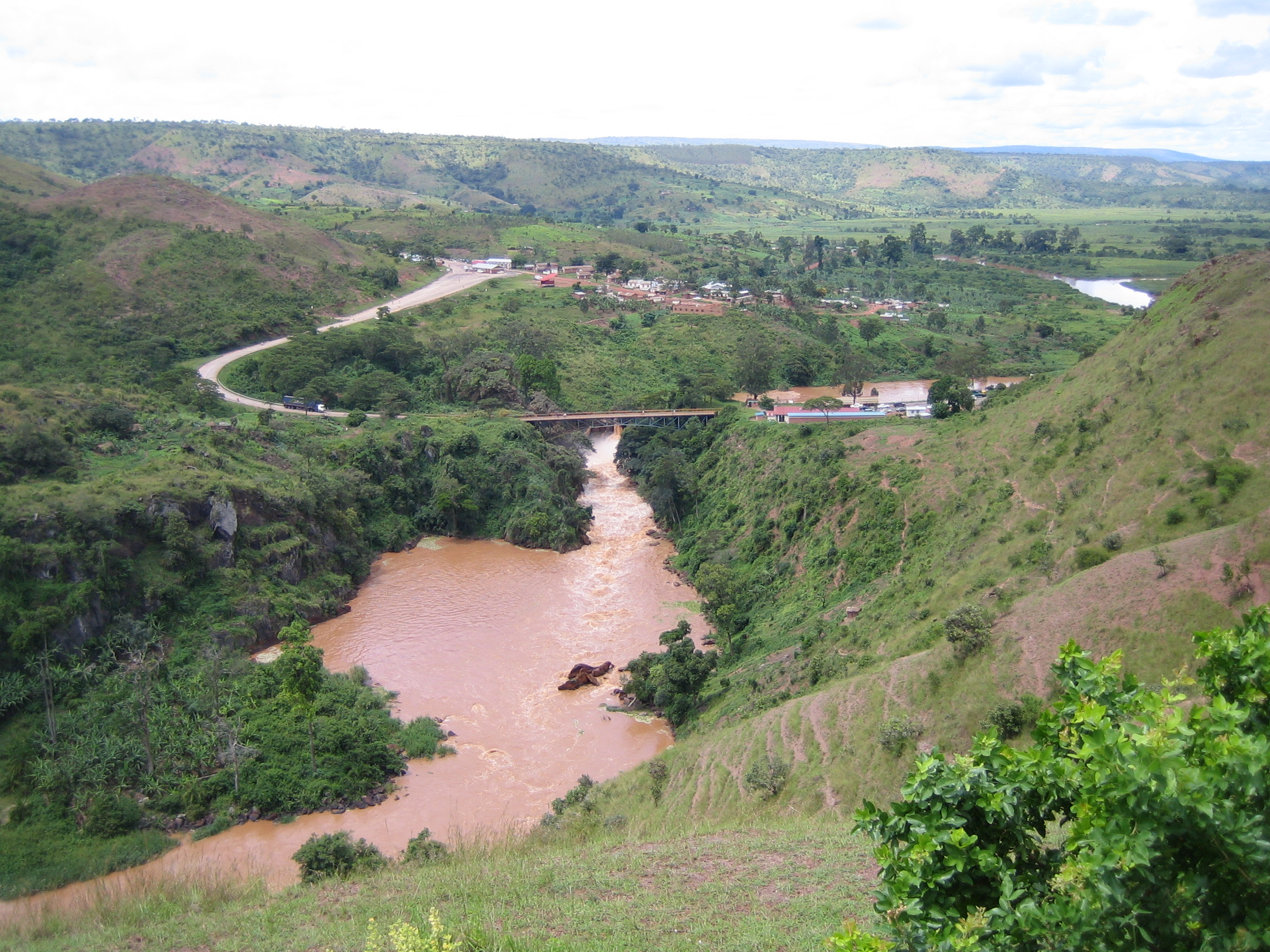
魯蘇莫瀑布